# أوسكار بينتو
أوسكار بينتو هو مبارز بالسيف برتغالي، ولد في 20 أبريل 1962.

## وصلات خارجية
- أوسكار بينتو على موقع أوليمبيديا (الإنجليزية)